# Zespół Przyrodniczo-Krajobrazowy „Glińskie Góry”
Glińskie Góry – zespół wysokich wydm parabolicznych powstałych około 25 tysięcy lat temu, w obrębie Sandru Nowotomyskiego, objęty ochroną jako zespół przyrodniczo-krajobrazowy.
Zespół zlokalizowany jest na północ od Nowego Tomyśla, około 4-6 km od centrum tego miasta, pomiędzy Przyłękiem na zachodzie, a Starym Tomyślem na wschodzie, na terenie Nadleśnictwa Bolewice. Niektóre z wydm mają nawet 25 m wysokości względnej i stanowią dobre punkty widokowe. Najwyższy ostaniec wysoczyznowy ma około 100 m n.p.m. i znajduje się 6 km na północ od Nowego Tomyśla.
Teren zasiedlony został w drodze osadnictwa olęderskiego. Obecnie rozwijają się w niewielkim stopniu agroturystyka i sporty zimowe. 
Dojazd do zespołu umożliwia droga nr 305 z Nowego Tomyśla lub autostrady A2. Skrajem przebiega niebieski, znakowany szlak rowerowy z Nowego Tomyśla w kierunku Lewic.